# Abelardo Barroso
Abelardo Barroso Dargeles  (Havana, 21 de setembro de 1905 - Havana, 27 de setembro de 1972) foi um cantor e compositor cubano.
Com suas participações nos conjuntos Sexteto Habanero e no El Septeto Nacional, fez uma série de gravações em Nova York, consagrando-se como uma das vozes da música cubana. Na década de 1950, Abelardo ganhou um Disco de Ouro pela gravação de  En Guantánamo e Arráncame la Vida.